# Tristichopteridae
I tristicotteridi (Tristichopteridae) sono un gruppo di pesci ossei estinti, appartenenti ai tetrapodomorfi. Vissero nel Devoniano medio - superiore (circa 390 - 360 milioni di anni fa) e i loro resti fossili sono stati ritrovati in Europa, Nordamerica, Australia, Africa, Russia, Groenlandia e Antartide.

## Descrizione
Questi pesci erano di grandi dimensioni, e alcune specie potevano superare i tre metri di lunghezza. Possedevano un corpo allungato e solitamente le pinne dorsali erano molto arretrate; la coda era dificerca (con la colonna vertebrale che divideva a metà la pinna) e trilobata, e le pinne pettorali lobate erano solitamente molto robuste. Come molti altri tetrapodomorfi, i tristicotteridi erano dotati di grandi teste piatte armate di denti aguzzi che, in molti casi, divenivano vere e proprie zanne.
I tristicotteridi si distinguevano dai più basali osteolepidi e dai tetrapodomorfi più derivati a causa di un insieme di caratteristiche, come le ossa parietali lunghe e strette, le ossa estrascapolari laterali e molto separate, scudi basali presenti su tutte le pinne, centri vertebrali formatisi da mezzi anelli intercentrali non fusi, una pinna anale con sezione prossimale a bastoncino, la pinna caudale sorretta da spine epiemali e archi neurali allungati, cinto pelvico con rami pubici lunghi e affilati, che probabilmente si incontravano andando a formare una sinfisi cartilaginea. La squame, prive di cosmina, erano rotonde e dotate di una cresta mediana nella superficie interna.

## Classificazione ed evoluzione
La famiglia Tristichopteridae venne istituita da Edward Drinker Cope nel 1889 per comprendere alcuni pesci dalle pinne lobate, come Tristichopterus del Devoniano europeo. Alla famiglia sono stati in seguito attribuiti numerosi generi di pesci dalle pinne lobate, come il famoso Eusthenopteron e i giganteschi Eusthenodon e Hyneria. Nel corso degli anni '90 sono stati ritrovati alcuni ottimi esemplari in Australia (Cabonnichthys, Mandageria, Edenopteron), ma sono stati ritrovati esemplari in molte parti del mondo.
I tristicotteridi si svilupparono alla fine del Devoniano medio (Givetiano, circa 390 milioni di anni fa) da antenati osteolepiformi simili a Gogonasus, Canowindra o Gyroptychius. In pochi milioni di anni aumentarono le dimensioni e divennero tra i principali predatori delle acque basse continentali (e in alcuni casi anche delle acque dolci), per poi estinguersi alla fine del Devoniano (Famenniano, circa 360 milioni di anni fa). Le cause di questa estinzione non sono ancora state chiarite: gli analoghi rizodonti, infatti, sopravvissero all'estinzione di fine Devoniano per prosperare nel Carbonifero.
Gli immediati antenati dei tetrapodi, assai simili ai tristicotteridi, si distinguevano da questi ultimi principalmente per un rostro più leggero (ad esempio Panderichthys ed Elpistostege). Vi erano altre differenze, che includevano principalmente le dimensioni (i tristicotteridi erano tendenzialmente più grandi), e la forma del corpo (la sezione del corpo nei tristicotteridi era triangolare, non appiattita). Il cranio, inoltre, non era appiattito come quello di Panderichthys e di Elpistostege o di Tiktaalik, ed era inoltre presente un osso postspiracolare che potrebbe aver chiuso l'incisura otica. Negli elpistostegali, invece, l'assenza di quest'osso (insieme all'appiattimento della testa) potrebbe aver permesso all'incisura otica di allargarsi. Lo scheletro assiale era dotato di vertebre formate da pleurocentri piccoli ma non minuscoli (come invece erano in Panderichthys) e, almeno in Eusthenopteron, erano presenti costole simili a quelle dei tetrapodi.
Di seguito è mostrato un cladogramma tratto dal sito http://www.helsinki.fi/~mhaaramo/metazoa/deuterostoma/chordata/sarcopterygii/tetrapodomorpha/tristichopteridae.html: 

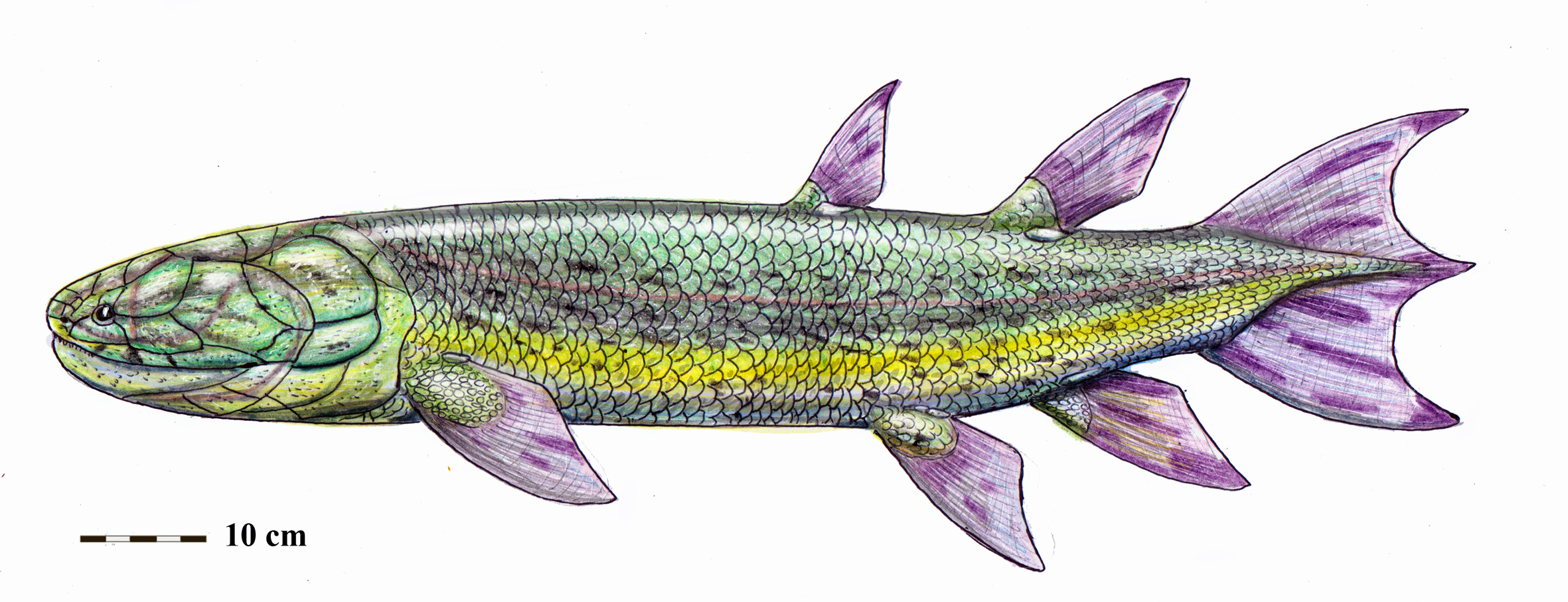
Jarvikina wenjukovi

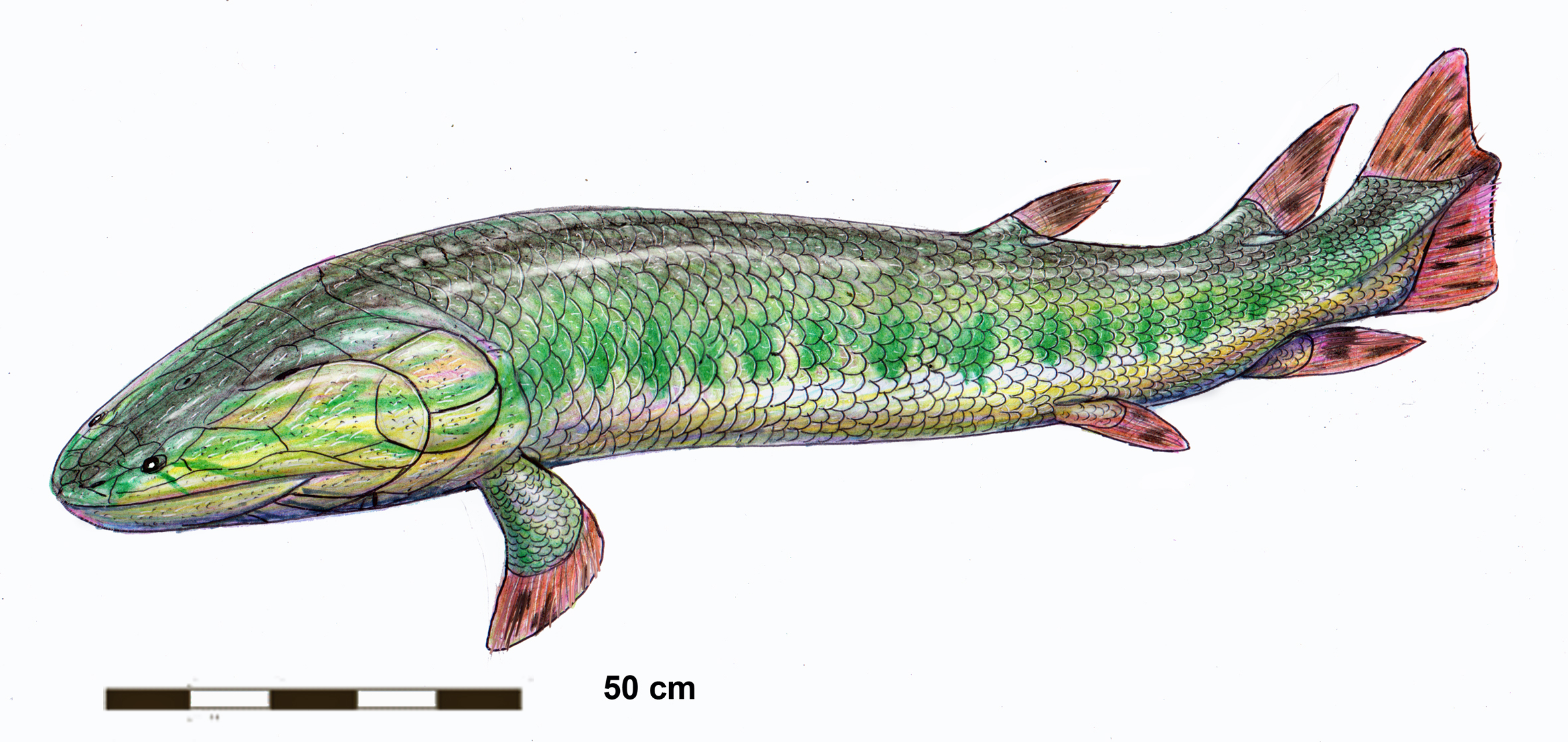
Eusthenodon waengsjoei

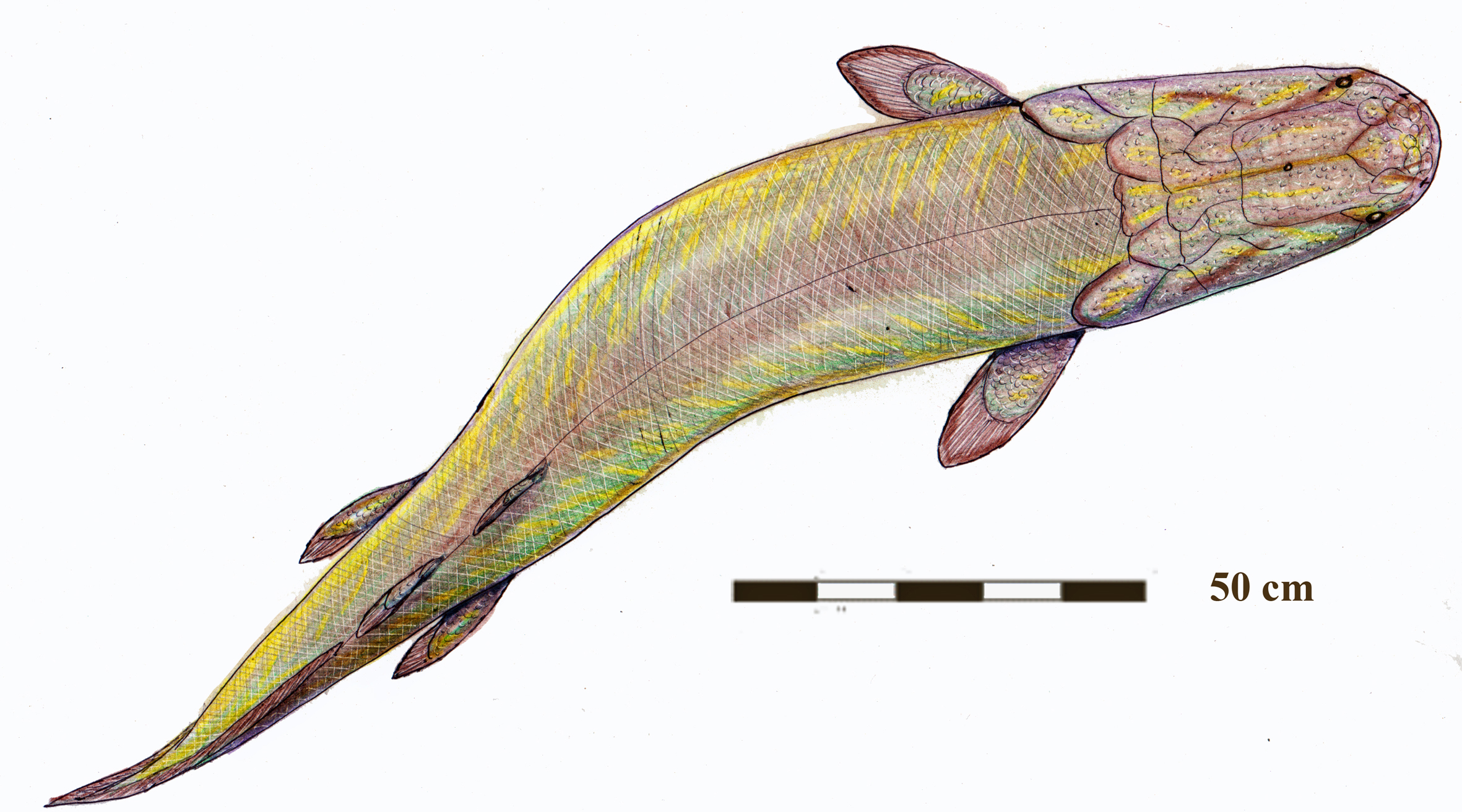
Platycephalichthys bischoffi

```
†
Tristichopteridae
 Cope, 1889 [Eusthenopteridae Berg, 1940]
  |?- †‘Eusthenopteridae’ gen. et sp. indet. [L.Dev. NWAf. (Marocco)]
  |?- †
Callistipterus clappi

  |?- †
Devonosteus

  |?- †
Litoptychius bryanti

  |?- †
Marsdenichthys longioccipitus
 Long, 1985; L.Dev. Aust.
  |?- †
Spodichthys buetleri
 Jarvik, 1985; L.Dev. Gr.
  |-- †
Tristichopterus alatus
 Egerton, 1861; L.Dev. WEu.
  |--o †
Eusthenopteron
 Whiteaves, 1881; L.Dev. ENAm. Eu.
  |  |-- †
E. foordi
 Whiteaves, 1881 [type]
  |  |?- †
E. savesoderberghi
 Jarvik, 1937
  |  |?- †
E. traquairi
 Westoll, 1937
  |  |?- †
E. farloviensis
 White, 1961
  |  |?- †
E. obruchevi
 Vorobyeva, 1977
  |  |?- †
E. dalgleisiensis

  |  `?- †
E. kurshi
 Zupihs, 2008
  `--+-- †
Jarvikina wenjukovi
 Vorobyeva, 1977 
     `--+?-o †
Platycephalichthys
 Vorobyeva, 1959
        |  |-- †
P. skuenicus
 Vorobyeva, 1962
        |  |-- †
P. bischoffi
 Vorobyeva, 1959
        |  `-- †
P. rohoni
 Vorobyeva, 1962
        `--o †Mandageriinae Young, 2008
           |-- †
Cabonnichthys burnsi
 Ahlberg & Johanson, 1997; L.Dev. Aust.
           |-- †
Edenopteron keithcrooki
 Young, Dunstone, Senden & Young, 2013; L.Dev. Aust.
           |?- †
Heddleichthys dalgleisiensis
 (Anderson, 1859) Snitting, 2009; L.Dev. WEu.
           |-- †
Langlieria socqueti
 Clement, Snitting & Ahlberg, 2009; L.Dev. WEu.
           |?- †
Notorhizodon mackelveyi
 Young et al., 1992; L.Dev. Ant.
           `--+-- †
Mandageria fairfaxi
 Johanson & Ahlberg, 1997; L.Dev. Aust.
              |?- †
Hyneria lindae
 Thomson, 1968 L.Dev. ENA. 
              `--o †
Eusthenodon
 Jarvik, 1952; L.Dev. Gr. NEu. Aust. SAf.
                 |?- †
E. gavini
 Johanson & Ritchie, 2001
                 `-- †
E. waengsjoei
 Jarvik, 1952
```